# 주간 소년 선데이
《주간 소년 선데이》(週刊少年サンデー 슈칸 쇼넨 산데[*])는 일본의 쇼가쿠칸이 발행하는 소년 만화 잡지이다. 1959년 3월 17일 화요일에 1959년 4월 5일호로 창간되었다. 초반에는 화요일마다 발행했지만 현재는 매주 수요일로 발행일이 바뀌었다. 잡지 이름에는 "잡지를 읽고 마치 일요일 같은 즐거움을 느꼈으면 하는 바람"이 담겨 있다.

## 발행 정보
2015년 현재 매주 수요일에 발행된다. 통상 정가는 270엔(소비세 포함)에 판매되고 있다. 다른 잡지인 《주간 소년 점프》나 《주간 소년 매거진》보다 두껍다. 1960년대에는 공상과학 작품의 유행을 타고 발매가 촉진되었으며 1980년대에는 청춘연애 작품의 유행을 통해 판매가 촉진되었는데 2000년대 중반까지 작품성과 인지도가 높은 작품이 연재되고 있었지만 2010년대 초반부터 종결되는 작품 수가 늘어나면서 판매 감소가 이어지고 있다.
2010년대 중반부터 새로 연재되는 작품들 다수는 인지도가 부족하거나 작품성이 불완전하며 2000년대까지는 다카하시 루미코 및 아다치 미츠루 등의 인기 작가의 연재 작품이 판매를 이끌고 있었으나 주요 인기 작가의 연재 작품이 연속적으로 끝남에 따라 2000년대 이후로 가속화되는 판매량 감소가 이어지게 되었다. 2000년대 후반의 잡지 내부 인기 작품인 이누야샤 및 크로스 게임의 종결 후인 2010년대에는 하야테처럼!, 경계의 RINNE, 마기 및 전파교사 등이 있었으나 2017년 이후로 현재까지 잡지 판매에 크게 기여하고 있는 작품으로는 1994년 6월부터 아오야마 고쇼가 연재하고 있는 〈명탐정 코난〉이 있으며 현재 판매부수는 아키타 쇼텐이 간행하고 있는 《주간 소년 챔피언》보다는 다소 낮지만 카도카와 쇼텐에서 간행하고 있는 《월간 소년 에이스》 및 스퀘어 에닉스가 간행하고 있는 《월간 소년 간간》보다는 높은 것으로 파악되고 있다.
참고로 《월간 소년 선데이》의 창간일과 《주간 소년 선데이》의 창간일이 긴밀하게 연결되어 있어 2008년 3월 18일호에 한정하여 결합형 통권을 발행한 바 있다. 이후에 기념 행사의 일환으로 상품 이벤트 및 크로스오버 작품의 발표가 계획되었으며 2013년에는 판매 부수를 늘리기 위해서 주요 인기 작품의 애니메이션화를 대대적으로 추진하였지만 오히려 결과적으로 주요 인기 작품의 종결을 유도하는 결과가 이어져 판매 부수 감소를 막는 것에는 효과를 크게 보지 못하면서 과제만 확인하게 되었다. 게다가 명탐정 코난에 대한 의존도가 높아짐에 따라 시대의 흐름을 미처 따라가지 못한 출판사와 편집진의 전략 실패로 말미암아 발생한 판매 부수 저하 현상은 당분간 이어질 것으로 보인다.

## 연재작 목록
연재순. 2021년 1월 현재까지 발매되었거나 작품 인지도가 높은 주요 작품.
| 작품 타이틀                                                            | 작화 담당                                    | 원작자                                       | 연재 시작호                                    | 연재 종료호                                | 변동 사항                                    |
| ---------------------------------------------------------------------- | -------------------------------------------- | -------------------------------------------- | ---------------------------------------------- | ------------------------------------------ | -------------------------------------------- |
| 이가의 카게마루 (伊賀の影丸)                                           | 요코야마 미츠테루                            | 요코야마 미츠테루                            | 1961년14호                                     | 1966년39호                                 |                                              |
| 오소마츠 군 (おそ松くん)                                               | 아카츠카 후지오                              | 아카츠카 후지오                              | 1962년16호                                     | 1969년15호                                 |                                              |
| 요괴 Q타로 (オバケのQ太郎)                                             | 후지코 후지오 A                              | 후지코 후지오 A                              | 1964년06호                                     | 1966년51호                                 |                                              |
| 맹렬 아타로 (もーれつア太郎)                                           | 아카츠카 후지오                              | 아카츠카 후지오                              | 1967년48호                                     | 1970년27호                                 |                                              |
| 다메오야지 (ダメおやじ)                                                | 후루야 미츠토시                              | 후루야 미츠토시                              | 1970년43호                                     | 1982년30호                                 |                                              |
| 표류교실 (漂流教室)                                                    | 우메즈 카즈오                                | 우메즈 카즈오                                | 1972년23호                                     | 1974년27호                                 |                                              |
| 프로 골퍼 사루 (プロゴルファー猿)                                      | 후지코 후지오 A                              | 후지코 후지오 A                              | 1974년13호                                     | 1978년45호                                 |                                              |
| 마코토 짱 (まことちゃん)                                               | 우메즈 카즈오                                | 우메즈 카즈오                                | 1976년16호                                     | 1981년30호                                 |                                              |
| 힘내라 겐키 (がんばれ元気)                                             | 코야마 유우                                  | 코야마 유우                                  | 1976년19호                                     | 1981년14호                                 |                                              |
| 시끌별 녀석들 (うる星やつら)                                           | 타카하시 루미코                              | 타카하시 루미코                              | 1978년29호                                     | 1987년08호                                 |                                              |
| 안녕 삼각 (さよなら三角)                                               | 하라 히데노리                                | 하라 히데노리                                | 1981년04/05합병호                              | 1984년18호                                 |                                              |
| Touch (タッチ)                                                         | 아다치 미츠루                                | 아다치 미츠루                                | 1981년36호                                     | 1986년50호                                 |                                              |
| 저스트 미트 (ジャストミート)                                           | 하라 히데노리                                | 하라 히데노리                                | 1984년30호                                     | 1987년49호                                 |                                              |
| B.B. (B.B.)                                                            | 이시와타 오사무                              | 이시와타 오사무                              | 1985년24호                                     | 1991년09호                                 |                                              |
| Magic Kaito (まじっく快斗)                                             | 아오야마 고쇼                                | 아오야마 고쇼                                | 1987년26호                                     | 연재 중                                    | 부정기 연재                                  |
| 란마 ½ (らんま½)                                                       | 타카하시 루미코                              | 타카하시 루미코                              | 1987년36호                                     | 1996년12호                                 |                                              |
| 검용전설 야이바 (YAIBA)                                                | 아오야마 고쇼                                | 아오야마 고쇼                                | 1988년39호                                     | 1993년50호                                 |                                              |
| 요괴소년 호야 (うしおととら)                                           | 후지타 카즈히로                              | 후지타 카즈히로                              | 1990년06호                                     | 1996년45호                                 |                                              |
| 오늘부터 우리는!! (今日から俺は!!)                                     | 니시모리 히로유키                            | 니시모리 히로유키                            | 1990년40호                                     | 1997년47호                                 | 소년 선데이 수퍼에서 이적                    |
| 막 나가는 아이스하키 부 (行け!!南国アイスホッケー部)                   | 쿠메타 코지                                  | 쿠메타 코지                                  | 1991년15호                                     | 1996년34호                                 |                                              |
| 고스트 스위퍼 미카미-극락대작전 (GS美神 極楽大作戦!!)                  | 시이나 타카시                                | 시이나 타카시                                | 1991년30호                                     | 1999년 41호                                |                                              |
| 우리들의 필드 (俺たちのフィールド)                                     | 무라에다 켄이치                              | 무라에다 켄이치                              | 1992년3・4합병호                               | 1998년45호                                 |                                              |
| H2 (H2)                                                                | 아다치 미츠루                                | 아다치 미츠루                                | 1992년32호                                     | 1999년50호                                 |                                              |
| 러브 (LOVe)                                                            | 이시와타 오사무                              | 이시와타 오사무                              | 1993년35/36합병호                              | 1999년10호                                 |                                              |
| 명탐정 코난 (名探偵コナン)                                             | 아오야마 고쇼                                | 아오야마 고쇼                                | 1994년5호                                      | 연재 중                                    | 작가의 대표작 겸 장기 연재 작품              |
| 메이저 (MAJOR)                                                         | 마츠다 타쿠야                                | 마츠다 타쿠야                                | 1994년33호                                     | 2010년32호                                 |                                              |
| 불꽃소년 레카 (烈火の炎)                                               | 안자이 노부유키                              | 안자이 노부유키                              | 1995년16호                                     | 2002년09호                                 |                                              |
| 이누야샤 (犬夜叉)                                                      | 타카하시 루미코                              | 타카하시 루미코                              | 1996년50호                                     | 2008년29호                                 | 란마 ½의 후속작                              |
| 꼭두각시 서커스 (からくりサーカス)                                     | 후지타 카즈히로                              | 후지타 카즈히로                              | 1997년32호                                     | 2006년26호                                 |                                              |
| 제멋대로 카이조 (かってに改蔵)                                         | 쿠메타 코지                                  | 쿠메타 코지                                  | 1998년21/22합병호                              | 2004년34호                                 |                                              |
| 건방진 천사 (天使な小生意気)                                           | 니시모리 히로유키                            | 니시모리 히로유키                            | 1999년25호                                     | 2003년36/37합병호                          |                                              |
| Fantasia (ファンタジスタ)                                              | 쿠사바 미치테루                              | 쿠사바 미치테루                              | 1999년35호                                     | 2004년14호                                 |                                              |
| 금색의 갓슈!! (金色のガッシュ!!)                                       | 라이쿠 마코토                                | 라이쿠 마코토                                | 2001년6호                                      | 2008년 4·5합병호                           |                                              |
| 따끈따끈 베이커리 (焼きたて!!ジャぱん)                                 | 하시구치 타카시                              | 하시구치 타카시                              | 2002년04/05합병호                              | 2007년19호                                 |                                              |
| 결계사 (結界師)                                                        | 타나베 옐로우                                | 타나베 옐로우                                | 2003년47호                                     | 2011년06호                                 |                                              |
| 하야테처럼! (ハヤテのごとく!)                                          | 하타 켄지로                                  | 하타 켄지로                                  | 2004년45호                                     | 2017년20호                                 |                                              |
| 크로스 게임 (CROSS GAME)                                               | 아다치 미츠루                                | 아다치 미츠루                                | 2005년22/23합병호                              | 2010년12호                                 |                                              |
| 절대 가련 칠드런(:de:) (絶対可憐チルドレン)                            | 시이나 타카시                                | 시이나 타카시                                | 2005년33호                                     | 연재 종료 예정                             | 최종장 한정 부정기 연재                      |
| 격부술사 요역문 (妖逆門)                                               | 후지타 카즈히로 (원안) 타무라 미츠야 (작화)  | 후지타 카즈히로 (원안) 타무라 미츠야 (작화)  | 2006년13호                                     | 2007년16호                                 |                                              |
| 차를 마시자 (お茶にごす。)                                             | 니시모리 히로유키                            | 니시모리 히로유키                            | 2007년18호                                     | 2009년35호                                 |                                              |
| 금강번장 (金剛番長)                                                    | 스즈키 나카바                                | 스즈키 나카바                                | 2007년47호                                     | 2010년15호                                 |                                              |
| 최상의 명의 (最上の命医)                                               | Kenzō Irie (원안) 하시구치 타카시(작화)      | Kenzō Irie (원안) 하시구치 타카시(작화)      | 2008년01호                                     | 2010년15호                                 |                                              |
| 월광조례 (月光条例)                                                    | 후지타 카즈히로                              | 후지타 카즈히로                              | 2008년17호                                     | 2014년19호                                 |                                              |
| 신만이 아는 세계 (神のみぞ知るセカイ)                                  | 와카키 타마키                                | 와카키 타마키                                | 2008년19호                                     | 2014년21호                                 |                                              |
| 아라타 칸가타리〜아라타 신어〜 (アラタ カンガタリ〜革神語〜)           | 와타세 유우                                  | 와타세 유우                                  | 2008년44호 (오리지널판)2021년25호 (리마스터판) | 2015년39호 (오리지널판)연재 중(리마스터판) | 연재 완료 후 재연재                          |
| 경계의 RINNE (境界のRINNE)                                             | 타카하시 루미코                              | 타카하시 루미코                              | 2009년21・22합병호                             | 2017년03・04합병호                         |                                              |
| 마기 (マギ)                                                            | 오오타카 시노부                              | 오오타카 시노부                              | 2009년27호                                     | 2017년46호                                 |                                              |
| 쿠니사키 이즈모의 사정 ( 國崎出雲の事情)                               | 히라카와 아야                                | 히라카와 아야                                | 2010년07호                                     | 2014년17호                                 |                                              |
| 최상의 명의 The King of Neet (最上の明医 〜ザ・キング・オブ・ニート〜) | Kenzō Irie (원안) 하시구치 타카시(작화)      | Kenzō Irie (원안) 하시구치 타카시(작화)      | 2010년18호                                     | 2014년 4월                                 |                                              |
| 마지막엔? 스트레이트!! (最後は?ストレート!!)                           | 사무카와 카즈유키                            | 사무카와 카즈유키                            | 2010년47호                                     | 2014년06호                                 | 「주간 소년 선데이 S」으로 이적              |
| 상주전진!! 무시부교 (ムシブギョー)                                     | 후쿠다 히로시                                | 후쿠다 히로시                                | 2011년06호                                     | 2017년43호                                 |                                              |
| BE BLUES!〜청으로 되라〜 (BE BLUES!〜青になれ〜)                       | 타나카 모토유키                              | 타나카 모토유키                              | 2011년09호                                     | 연재 중                                    | 주간 소년 선데이에서장기 연재 중인 축구 만화 |
| 은수저 Silver Spoon (銀の匙 Silver Spoon)                              | 아라카와 히로무                              | 아라카와 히로무                              | 2011년19호                                     | 2019년52호                                 | 최종장 한정 부정기 연재                      |
| 전파교사 (電波教師)                                                    | 아즈마 타케시                                | 아즈마 타케시                                | 2011년49호                                     | 2017년18호                                 |                                              |
| 누나 로그 (姉ログ)                                                     | 타구치 켄지                                  | 타구치 켄지                                  | 2012년42호                                     | 2016년21호                                 |                                              |
| BIRDMEN (BIRDMEN)                                                      | 타나베 옐로우                                | 타나베 옐로우                                | 2013년33호                                     | 2020년10호                                 | 월1회 연재                                   |
| 유가미 군에겐 친구가 없어 (湯神くんには友達がいない)                   | 사쿠라 준                                    | 사쿠라 준                                    | 2013년48호                                     | 2019년25호                                 | 「주간 소년 선데이 S」에서 이적, 월1회 연재  |
| 다가시카시 (だがしかし)                                                | 코토야마                                     | 코토야마                                     | 2014년30호                                     | 2018년20호                                 |                                              |
| 메이저 세컨드 (MAJOR 2nd)                                              | 마츠다 타쿠야                                | 마츠다 타쿠야                                | 2015년15호                                     | 연재 중                                    |                                              |
| 아마노 메구미는 빈틈투성이! (天野めぐみはスキだらけ!)                  | 네코구치                                     | 네코구치                                     | 2016년03호                                     | 연재 종료                                  | 소년 선데이 수퍼에서 이적                    |
| 쌍망정은 부숴야 한다 (双亡亭壊すべし)                                  | 후지타 카즈히로                              | 후지타 카즈히로                              | 2016년17호                                     | 연재 중                                    |                                              |
| 마왕성에서 잘 자요 (魔王城でおやすみ)                                  | 쿠마노마타 카카시                            | 쿠마노마타 카카시                            | 2016년24호                                     | 연재 중                                    |                                              |
| 코미 양은 커뮤증입니다 (古見さんは、コミュ症です)                      | 오다 토모히토                                | 오다 토모히토                                | 2016년25호                                     | 연재 중                                    |                                              |
| 마이코네 행복한 밥상 (舞妓さんちのまかないさん)                        | 코야마 아이코                                | 코야마 아이코                                | 2017년05·06 합본호                             | 연재 중                                    |                                              |
| 어쨌든 귀여워 (トニカクカワイイ)                                       | 하타 켄지로                                  | 하타 켄지로                                  | 2018년12호                                     | 연재 중                                    |                                              |
| 명탐정 코난 제로의 일상 (名探偵コナン ゼロの日常)                      | 아라이 타카히로 (작화) 아오야마 고쇼(스토리) | 아라이 타카히로 (작화) 아오야마 고쇼(스토리) | 2018년24호                                     | 연재 중                                    |                                              |
| MAO (マオ)                                                             | 타카하시 루미코                              | 타카하시 루미코                              | 2019년23호                                     | 연재 중                                    |                                              |
| 철야의 노래 (よふかしのうた)                                           | 코토야마                                     | 코토야마                                     | 2019년39호                                     | 연재 중                                    |                                              |
| 명탐정 코난: 경찰학교편 (名探偵コナン 警察学校編)                      | 아라이 타카히로 (작화) 아오야마 고쇼(스토리) | 아라이 타카히로 (작화) 아오야마 고쇼(스토리) | 2019년44호                                     | 2020년51호                                 | 명탐정 코난 본편과의 교차 연재               |
| 장송의 프리렌 (葬送のフリーレン)                                       | 아베 츠카사 (작화) 야마다 카네히토 (스토리)  | 아베 츠카사 (작화) 야마다 카네히토 (스토리)  | 2020년22·23합병호                              | 연재 중                                    |                                              |
| 용과 딸기 (龍と苺)                                                     | 야나모토 미츠하루                            | 야나모토 미츠하루                            | 2020년25호                                     | 연재 중                                    | 히비키 ~소설가가 되는 법~의 후속작           |

## 참고 사항
1. ↑  “＜주간 소년 선데이＞의 페간 위기 ??”. [DC-CLUB] 명탐정 코난.
2. ↑  “주간 소년 선데이는 주간 소년 코난으로 끝날 듯.”. 너와 나 그리고 홀리데이.

## 관련 잡지
쇼가쿠칸 (소학관)
| - 월간 소년 선데이 - 소년 선데이 수퍼 | - 월간 코로코로 코믹 - 별책 코로코로 코믹 |